# 文春輝
文春輝，BBS ，MH，生於新界五大家族的文氏家族，泰亨鄉鄉代表，前香港大埔區區議員，是香港經濟民生聯盟的成員，也是一名商人。

## 從政
由於時任大埔區議會船灣民選議員陳觀優因偽稱可替一名餐東主領取酒牌，騙取對方8萬元，被法院裁定罪名成立因其觸犯刑事罪行，其區議員資格被褫奪，需於1997年2月23日舉行補選以填補其空缺，補選由文春輝與民建聯陳美德、自由黨李國強角逐，結果由民建聯陳美德以接近五成得票當選。
1999年香港區議會選舉，時為大埔鄉事委員會副主席的文春輝於康樂園選區參選，結果以786票多於自由黨郭仲池的431票而當選。
2003年香港區議會選舉，文春輝參選，最後以1,171票，擊敗得到495票的葉偉才，以七成得票成功連任。
2007年3月，文春輝當選為大埔鄉事委員會主席，成為大埔區議會當然議員，根據《區議會條例》的有關規定，他所在的康樂園選區的民選議員席位需要懸空，需於2007年6月10日舉行補選以填補其空缺，泛民主派由任職專業工程師的何國強參選，而何僅奪得兩成六選票而敗於鄉事派的鄧友發。期後舉行的2007年及2011年香港區議會選舉，均由鄧友發自動當選。 
2015年3月，文春輝被張學明接替大埔鄉事委員會主席，同時失去大埔區議會副主席之位，文因此於2015年香港區議會選舉中轉戰直選，重返曾經當選的康樂園選區參選，並與大埔頭村村長、同為鄉事派人士的鄧銘泰對撼，文最後只得1132票，不敵1780票的鄧，宣告轉戰直選失敗，成為唯一一位在區選中「落馬」的前任當然議員。

### 歷屆選舉結果
| 政党   | 政党   | 候选人    | 票数  | %     | ±      |
| ------ | ------ | --------- | ----- | ----- | ------ |
|        | 經民聯 | ①. 文春輝 | 1,132 | 38.87 | 不適用 |
|        | 無黨派 | ②. 鄧銘泰 | 1,780 | 61.13 | 不適用 |
| 多数票 | 多数票 | 多数票    | 648   | 22.25 | 不適用 |

| 政党   | 政党   | 候选人    | 票数  | %     | ±      |
| ------ | ------ | --------- | ----- | ----- | ------ |
|        | 無黨派 | ①. 葉偉才 | 495   | 29.64 | 不適用 |
|        | 無黨派 | ②. 文春輝 | 1,175 | 70.36 | 不適用 |
| 多数票 | 多数票 | 多数票    | 680   | 40.72 | ▲11.55 |

| 政党   | 政党   | 候选人    | 票数 | %     | ±      |
| ------ | ------ | --------- | ---- | ----- | ------ |
|        | 無黨派 | ①. 文春輝 | 786  | 64.59 | 不適用 |
|        | 自由黨 | ②. 郭仲池 | 431  | 35.41 | 不適用 |
| 多数票 | 多数票 | 多数票    | 355  | 29.17 | 不適用 |

| 政党   | 政党   | 候选人 | 票数 | %     | ±      |
| ------ | ------ | ------ | ---- | ----- | ------ |
|        | 民建聯 | 陳美德 | 702  | 49.75 | 不適用 |
|        | 自由黨 | 李國強 | 307  | 21.76 | 不適用 |
|        | 獨立   | 文春輝 | 402  | 28.49 | 不適用 |
| 多数票 | 多数票 | 多数票 | 300  | 21.26 | 不適用 |

## 資料來源與註釋
1. ↑  劉皇發重奪屯門鄉委會主席（页面存档备份，存于），太陽報，2015-03-20
2. ↑  .   [2016-03-07]. （原始内容存档于2017-01-15）.

## 外部連結
| 香港區議會 | 香港區議會                                          | 香港區議會    |
| ---------- | --------------------------------------------------- | ------------- |
| 首任       | 大埔區議會 康樂園選區區議員 2000年1月1日－2007年4月 | 繼任： 鄧友發 |